# Waaswaaganiwininiwag
Wahsuahgunewininewug (Wauswagiming, Waaswaaganiwininiwag, Lac du Flambeau Chippewa), ili  'Men of the Torches'  /Wauswagiming, od Wáuswágaming, at the torchlight fishing lake; Gerard/, jedna od deset glavnih skupina Chippewa Indijanaca koji su živjeli na izvorima rijeke Wisconsin u Wisconsinu i uz jezro Lac de Flambeau. 
Ime koje oni nose dolazi po bakljama koje su Čipeve izrađivali od velikih komada brezove kore što je opisao američki antropolog Frances Densmore (1867 - 1957) u  'How Indians Used Wild Plants for Food, Medicine, & Crafts'  (str. 390). Na ovom jezeru Lac de Flambeau običavali su loviti ribu uz korištenje baklji, a Francuzi su naziv jezera preveli s Lac de Flambeau (at the lake od torches).
Prema lokalitetu nazivanu su i Lac du Flambeau. Današnji službeni naziv je Lac du Flambeau Band of Lake Superior Chippewa. Glavno im je naselje u okrugu Vilas, gradić Lac du Flambeau, na njihovom jeziku Waaswaaganing

## Vanjske poveznice
- Chippewa Indian Tribe